# Prêmio Saturno de melhor ator em cinema
O Prêmio Saturno é um apresentado anualmente pela Academia de Ficção Científica, Fantasia & Filmes de Terror para honrar os melhores trabalhos em ficção científica, fantasia e terror em filme, televisão e home video. Os prêmios foram criados pelo Dr. Donald A. Reed, que sentiu que a filmes desses gêneros nunca era dada a apreciação que mereciam. O prêmio físico é uma representação do Saturno, envolvido por um anel de filme. O prêmio foi inicialmente e ainda é algumas vezes referido a uma Roda Dourada.
Vencedores e nomeados do Prêmio Saturno de Melhor Ator (em cinema):
- "†" indica o vencedor de Óscar de Melhor Ator.
- "‡" indica a nomeação para o Óscar de Melhor Ator

## Anos 1974 - 1999
| Ano     | Ator                   | Longa-metragem                  |
| ------- | ---------------------- | ------------------------------- |
| 1974/75 | James Caan Don Johnson | Rollerball A Boy and His Dog    |
| 1976    | David Bowie            | The Man Who Fell to Earth       |
| 1977    | George Burns           | Oh, God!                        |
| 1978    | Warren Beatty          | Heaven Can Wait                 |
| 1979    | George Hamilton        | Love at First Bite              |
| 1980    | Mark Hamill            | The Empire Strikes Back         |
| 1981    | Harrison Ford          | Raiders of the Lost Ark         |
| 1982    | William Shatner        | Star Trek II: The Wrath of Khan |
| 1983    | Mark Hamill            | Return of the Jedi              |
| 1984    | Jeff Bridges           | Starman                         |
| 1985    | Michael J. Fox         | Back to the Future              |
| 1986    | Jeff Goldblum          | The Fly                         |
| 1987    | Jack Nicholson         | The Wiches of Eastwick          |
| 1988    | Tom Hanks              | Big                             |
| 1989/90 | Jeff Daniels           | Arachnophobia                   |
| 1991    | Anthony Hopkins        | The Silence of the Lambs        |
| 1992    | Gary Oldman            | Bram Stoker's Dracula           |
| 1993    | Robert Downey, Jr.     | Heart and Souls                 |
| 1994    | Martin Landau          | Ed Wood                         |
| 1995    | George Clooney         | From Dusk Till Dawn             |
| 1996    | Eddie Murphy           | The Nutty Professor             |
| 1997    | Pierce Brosnan         | Tomorrow Never Dies             |
| 1998    | James Woods            | John Carpenter's Vampires       |
| 1999    | Tim Allen              | Galaxy Quest                    |

## Década de 2000
| Ano  | Vencedores e Indicados | Filme                                                  | Personagem                     |
| ---- | ---------------------- | ------------------------------------------------------ | ------------------------------ |
| 2000 | Hugh Jackman           | X-Men                                                  | Logan / Wolverine              |
| 2000 | Jim Carrey             | How the Grinch Stole Christmas                         | Grinch                         |
| 2000 | Russell Crowe †        | Gladiator                                              | Maximus Decimus Meridius       |
| 2000 | Clint Eastwood         | Space Cowboys                                          | Coronel Frank Corvin           |
| 2000 | Arnold Schwarzenegger  | The 6th Day                                            | Adam Gibson                    |
| 2000 | Chow Yun-Fat           | Crouching Tiger, Hidden Dragon                         | Li Mu Bai                      |
| 2001 | Tom Cruise             | Vanilla Sky                                            | David Aames                    |
| 2001 | Johnny Depp            | From Hell                                              | Inspetor Frederick Abberline   |
| 2001 | Anthony Hopkins        | Hannibal                                               | Hannibal Lecter                |
| 2001 | Guy Pearce             | Memento                                                | Leonard Shelby                 |
| 2001 | Kevin Spacey           | K-PAX                                                  | Robert Porter                  |
| 2001 | Billy Bob Thornton     | The Man Who Wasn't There                               | Ed Crane                       |
| 2002 | Robin Williams         | One Hour Photo                                         | Seymour "Sy" Parrish           |
| 2002 | Pierce Brosnan         | Die Another Day                                        | James Bond / 007               |
| 2002 | George Clooney         | Solaris                                                | Chris Kelvin                   |
| 2002 | Tom Cruise             | Minority Report                                        | Detetive John Anderton         |
| 2002 | Tobey Maguire          | Spider-Man                                             | Peter Parker / Homem-Aranha    |
| 2002 | Viggo Mortensen        | The Lord of the Rings: The Two Towers                  | Aragorn                        |
| 2003 | Elijah Wood            | The Lord of the Rings: The Return of the King          | Frodo Baggins                  |
| 2003 | Tom Cruise             | The Last Samurai                                       | Capitão Nathan Algren          |
| 2003 | Johnny Depp ‡          | Pirates of the Caribbean: The Curse of the Black Pearl | Capitão Jack Sparrow           |
| 2003 | Albert Finney          | Big Fish                                               | Edward Bloom                   |
| 2003 | Crispin Glover         | Willard                                                | Willard Stiles                 |
| 2003 | Viggo Mortensen        | The Lord of the Rings: The Return of the King          | Aragorn                        |
| 2004 | Tobey Maguire          | Spider-Man 2                                           | Peter Parker / Homem-Aranha    |
| 2004 | Christian Bale         | The Machinist                                          | Trevor Reznik                  |
| 2004 | Jim Carrey             | Eternal Sunshine of the Spotless Mind                  | Joel Barrish                   |
| 2004 | Tom Cruise             | Collateral                                             | Vincent                        |
| 2004 | Matt Damon             | The Bourne Supremacy                                   | Jason Bourne                   |
| 2004 | Johnny Depp ‡          | Finding Neverland                                      | Sir James Matthew Barrie       |
| 2005 | Christian Bale         | Batman Begins                                          | Bruce Wayne / Batman           |
| 2005 | Pierce Brosnan         | The Matador                                            | Jimmy Ringo                    |
| 2005 | Hayden Christensen     | Star Wars Episode III: Revenge of the Sith             | Anakin Skywalker / Darth Vader |
| 2005 | Tom Cruise             | War of the Worlds                                      | Ray Ferrier                    |
| 2005 | Robert Downey, Jr.     | Kiss Kiss Bang Bang                                    | Harry Lockhart                 |
| 2005 | Viggo Mortensen        | A History of Violence                                  | Tom Stall                      |
| 2006 | Brandon Routh          | Superman Returns                                       | Clark Kent / Superman          |
| 2006 | Daniel Craig           | Casino Royale                                          | James Bond / 007               |
| 2006 | Tom Cruise             | Mission Impossible III                                 | Ethan Hunt                     |
| 2006 | Will Ferrell           | Stranger than Fiction                                  | Harold Crick                   |
| 2006 | Hugh Jackman           | The Fountain                                           | Tom Creo                       |
| 2006 | Clive Owen             | Children of Men                                        | Theo Faron                     |
| 2007 | Will Smith             | I Am Legend                                            | Robert Neville                 |
| 2007 | Gerard Butler          | 300                                                    | Rei Leônidas                   |
| 2007 | John Cusack            | 1408                                                   | Mike Enslin                    |
| 2007 | Daniel Day-Lewis †     | There Will Be Blood                                    | Daniel Plainview               |
| 2007 | Johnny Depp ‡          | Sweeney Todd: The Demon Barber of Fleet Street         | Sweeney Todd                   |
| 2007 | Viggo Mortensen ‡      | Eastern Promises                                       | Nikolai Luhzin                 |
| 2008 | Robert Downey, Jr.     | Iron Man                                               | Tony Stark / Homem de Ferro    |
| 2008 | Christian Bale         | The Dark Knight                                        | Bruce Wayne / Batman           |
| 2008 | Tom Cruise             | Valkyrie                                               | Coronel Claus von Stauffenberg |
| 2008 | Harrison Ford          | Indiana Jones and the Kingdom of the Crystal Skull     | Indiana Jones                  |
| 2008 | Dev Patel              | Slumdog Millionaire                                    | Jamal Malik                    |
| 2008 | Brad Pitt ‡            | The Curious Case of Benjamin Button                    | Benjamin Button                |
| 2008 | Will Smith             | Hancock                                                | John Hancock                   |
| 2009 | Sam Worthington        | Avatar                                                 | Jake Sully                     |
| 2009 | Robert Downey, Jr.     | Sherlock Holmes                                        | Sherlock Holmes                |
| 2009 | Tobey Maguire          | Brothers                                               | Capitão Sam Cahill             |
| 2009 | Viggo Mortensen        | The Road                                               | O Pai                          |
| 2009 | Sam Rockwell           | Moon                                                   | Sam Bell                       |
| 2009 | Denzel Washington      | The Book of Eli                                        | Eli                            |

## Década de 2010
| Ano     | Vencedores e Indicados | Filme                                           | Personagem                            |
| ------- | ---------------------- | ----------------------------------------------- | ------------------------------------- |
| 2010    | Jeff Bridges           | Tron: Legacy                                    | Kevin Flynn / CLU 2                   |
| 2010    | George Clooney         | The American                                    | Jack / Edward                         |
| 2010    | Leonardo DiCaprio      | Inception                                       | Dom Cobb                              |
| 2010    | Leonardo DiCaprio      | Shutter Island                                  | Edward Daniels                        |
| 2010    | Robert Downey, Jr.     | Iron Man 2                                      | Tony Stark / Homem de Ferro           |
| 2010    | Ryan Reynolds          | Buried                                          | Paul Steven Conroy                    |
| 2011    | Michael Shannon        | Take Shelter                                    | Curtis LaForche                       |
| 2011    | Antonio Banderas       | La piel que habito (The Skin I Live In)         | Robert Ledgard                        |
| 2011    | Dominic Cooper         | The Devil's Double                              | Latif Yahia / Uday Hussein            |
| 2011    | Tom Cruise             | Mission Impossible – Ghost Protocol             | Ethan Hunt                            |
| 2011    | Chris Evans            | Captain America: The First Avenger              | Steve Rogers / Capitão América        |
| 2011    | Ben Kingsley           | Hugo                                            | Georges Méliès                        |
| 2012    | Matthew McConaughey    | Killer Joe                                      | Joe Cooper                            |
| 2012    | Christian Bale         | The Dark Knight Rises                           | Bruce Wayne / Batman                  |
| 2012    | Daniel Craig           | Skyfall                                         | James Bond / 007                      |
| 2012    | Martin Freeman         | The Hobbit: An Unexpected Journey               | Bilbo Baggins                         |
| 2012    | Joseph Gordon-Levitt   | Looper                                          | Joe                                   |
| 2012    | Hugh Jackman           | Les Misérables                                  | Jean Valjean                          |
| 2013    | Robert Downey, Jr.     | Iron Man 3                                      | Tony Stark / Homem de Ferro           |
| 2013    | Oscar Isaac            | Inside Llewyn Davis                             | Llewyn Davis                          |
| 2013    | Simon Pegg             | The World's End                                 | Gary King                             |
| 2013    | Joaquin Phoenix        | Her                                             | Theodore Twombly                      |
| 2013    | Brad Pitt              | World War Z                                     | Gerry Lane                            |
| 2013    | Ben Stiller            | The Secret Life of Walter Mitty                 | Walter Mitty                          |
| 2014    | Chris Pratt            | Guardians of the Galaxy                         | Peter Quill / Senhor das Estrelas     |
| 2014    | Tom Cruise             | Edge of Tomorrow                                | Major William Cage                    |
| 2014    | Chris Evans            | Captain America: The Winter Soldier             | Steve Rogers / Capitão América        |
| 2014    | Jake Gyllenhaal        | Nightcrawler                                    | Louis "Lou" Bloom                     |
| 2014    | Michael Keaton ‡       | Birdman or (The Unexpected Virtue of Ignorance) | Riggan Thomson                        |
| 2014    | Matthew McConaughey    | Interstellar                                    | Cooper                                |
| 2014    | Dan Stevens            | The Guest                                       | David Andersen Collins                |
| 2015    | Harrison Ford          | Star Wars: Episode VII — The Force Awakens      | Han Solo                              |
| 2015    | John Boyega            | Star Wars: Episode VII — The Force Awakens      | Finn                                  |
| 2015    | Matt Damon ‡           | The Martian                                     | Mark Watney                           |
| 2015    | Leonardo DiCaprio †    | The Revenant                                    | Hugh Glass                            |
| 2015    | Taron Egerton          | Kingsman: The Secret Service                    | Gary 'Eggsy' Unwin                    |
| 2015    | Domhnall Gleeson       | Ex Machina                                      | Caleb Smith                           |
| 2015    | Samuel L. Jackson      | The Hateful Eight                               | Major Marquis Warren                  |
| 2015    | Paul Rudd              | Ant-Man                                         | Homem-Formiga (Scott Lang)            |
| 2016    | Ryan Reynolds          | Deadpool                                        | Wade Wilson / Deadpool                |
| 2016    | Benedict Cumberbatch   | Doctor Strange                                  | Dr. Stephen Strange / Doutor Estranho |
| 2016    | Chris Evans            | Captain America: Civil War                      | Steve Rogers / Capitão América        |
| 2016    | Chris Pine             | Star Trek Beyond                                | Capitão James T. Kirk                 |
| 2016    | Chris Pratt            | Passengers                                      | Jim Preston                           |
| 2016    | Mark Rylance           | The BFG                                         | The BFG                               |
| 2016    | Matthew McConaughey    | Gold                                            | Kenny Wells                           |
| 2017    | Mark Hamill            | Star Wars: The Last Jedi                        | Luke Skywalker                        |
| 2017    | Chadwick Boseman       | Black Panther                                   | T'Challa / Pantera Negra              |
| 2017    | Ryan Gosling           | Blade Runner 2049                               | K                                     |
| 2017    | Hugh Jackman           | Logan                                           | Wolverine / Logan                     |
| 2017    | Daniel Kaluuya ‡       | Get Out                                         | Chris Washington                      |
| 2017    | Andy Serkis            | War for the Planet of the Apes                  | Caesar                                |
| 2017    | Vince Vaughn           | Brawl in Cell Block 99                          | Bradley Thomas                        |
| 2018-19 | Robert Downey Jr.      | Avengers: Endgame                               | Tony Stark / Homem de Ferro           |
| 2018-19 | Jeff Bridges           | Bad Times at the El Royale                      | Padre Daniel Flynn / Dock O'Kelly     |
| 2018-19 | Nicolas Cage           | Mandy                                           | Red Miller                            |
| 2018-19 | Tom Cruise             | Mission: Impossible - Fallout                   | Ethan Hunt                            |
| 2018-19 | Chris Evans            | Avengers: Endgame                               | Steve Rogers / Capitão América        |
| 2018-19 | Mel Gibson             | Dragged Across Concrete                         | Brett Ridgeman                        |
| 2018-19 | Keanu Reeves           | John Wick: Chapter 3 – Parabellum               | John Wick                             |
| 2019-20 | John David Washington  | Tenet                                           | O Protagonista                        |
| 2019-20 | Joaquin Phoenix †      | Joker                                           | Arthur Fleck / Coringa                |
| 2019-20 | Gary Oldman ‡          | Mank                                            | Herman J. Mankiewicz                  |
| 2019-20 | Daniel Craig           | Knives Out                                      | Benoit Blanc                          |
| 2019-20 | Ewan McGregor          | Doctor Sleep                                    | Danny Torrance                        |
| 2019-20 | Delroy Lindo           | Da 5 Bloods                                     | Brett Ridgeman                        |
| 2019-20 | Aaron Paul             | El Camino: A Breaking Bad Movie                 | Jesse Pinkman                         |

## Década de 2020
| Ano     | Vencedores e Indicados | Filme                                                | Personagem                        |
| ------- | ---------------------- | ---------------------------------------------------- | --------------------------------- |
| 2021-22 | Tom Cruise             | Top Gun: Maverick                                    | Pete "Maverick" Mitchell          |
| 2021-22 | Timothée Chalamet      | Dune                                                 | Paul Atreides                     |
| 2021-22 | Daniel Kaluuya         | Nope                                                 | Otis "OJ" Heywood Jr.             |
| 2021-22 | Robert Pattinson       | The Batman                                           | Bruce Wayne / Batman              |
| 2021-22 | Idris Elba             | The Suicide Squad                                    | Robert DuBois / Sanguinário       |
| 2021-22 | Tom Holland            | Spider-Man: No Way Home                              | Peter Parker / Homem-Aranha       |
| 2021-22 | Simu Liu               | Shang-Chi and the Legend of the Ten Rings            | Shang-Chi                         |
| 2022-23 | Harrison Ford          | Indiana Jones and the Dial of Destiny                | Indiana Jones                     |
| 2022-23 | Cillian Murphy †       | Oppenheimer                                          | Robert Oppenheimer                |
| 2022-23 | Chris Pratt            | Guardians of the Galaxy Vol. 3                       | Peter Quill / Senhor das Estrelas |
| 2022-23 | Sam Worthington        | Avatar: The Way of Water                             | Jake Sully                        |
| 2022-23 | Keanu Reeves           | John Wick: Chapter 4                                 | John Wick                         |
| 2022-23 | Ralph Fiennes          | The Menu                                             | Julian Slowik                     |
| 2022-23 | Ben Kingsley           | Jules                                                | Milton                            |
| 2023-24 | Nicolas Cage           | Dream Scenario                                       | Dr. Paul Matthews                 |
| 2023-24 | Tom Blyth              | The Hunger Games: The Ballad of Songbirds and Snakes | Coriolanus Snow                   |
| 2023-24 | Kyle Gallner           | Strange Darling                                      | O demônio                         |
| 2023-24 | Ryan Reynolds          | Deadpool & Wolverine                                 | Wade Wilson / Deadpool            |
| 2023-24 | Michael Keaton         | Beetlejuice Beetlejuice                              | Betelgeuse                        |
| 2023-24 | Timothée Chalamet      | Dune: Part Two                                       | Paul Atreides                     |
| 2023-24 | David Dastmalchian     | Late Night with the Devil                            | Jack Delroy                       |